# Реана-дель-Рояле
Реана-дель-Рояле (итал. Reana del Rojale) —  коммуна в Италии, располагается в регионе Фриули-Венеция-Джулия, в провинции Удине.
Население составляет 5010 человек (2008 г.), плотность населения составляет 234 чел./км². Занимает площадь 20 км². Почтовый индекс — 33010. Телефонный код — 0432.
Покровителями коммуны почитаются святые Феликс и Фортунат.

## Демография
Динамика населения:

## Администрация коммуны
- Официальный сайт: http://www.comune.reanadelrojale.ud.it/